# Cristinești (gmina)
Cristinești – gmina w Rumunii, w okręgu Botoszany. Obejmuje miejscowości Baranca, Cristinești, Dămileni, Dragalina, Fundu Herții i Poiana. W 2011 roku liczyła 3617 mieszkańców.